# Кристалл (стадион, Сызрань)
«Кристалл» — футбольный стадион в рамках спортивного комплекса Кристалл в городе Сызрани, Самарской области. Является домашней ареной футбольного
клуба ФК «Сызрань-2003».
В 2005 году, при поддержке предприятий группы «Криста», было начато строительство стадиона в пойме реки Крымза. Объект был запущен в эксплуатацию в начале сентября 2007 года.
На стадионе уложено современное искусственное покрытие с подогревом, что позволяет использовать стадион круглогодично. К началу сезона 2011—2012 годов на стадионе «Кристалл» в Сызрани были установлены новые прожекторы освещения, новое электронное табло и две рамы металлодетектора на проходной, а также тоннель для выхода футболистов на поле.
Центральная трибуна вмещает в себя 1550 посадочных мест. Таким образом, общая вместимость стадиона «Кристалл» в Сызрани составляет 2070 зрителей. Также планируется строительство запасного футбольного поля за зданием хозяйственного блока. В спортивном комплексе «Кристалл» организовывается гостиница для приезжих команд-соперников. На данном стадионе проводятся исключительно футбольные матчи. В состав спортивного комплекса «Кристалл» также входят небольшая трасса для картинга, хоккейная площадка, тренажёрный зал, сауна и бассейн.

## Посещаемость
На матч 1/16 финала розыгрыша Кубка России по футболу 2014/2015 состоявшегося 24 сентября 2014 года с действующим обладателем кубка ФК «Ростов» пришло 2500 зрителей (за счет установки дополнительной трибуны), что является рекордом по посещаемости стадиона.